# Daiya Maekawa
Daiya Maekawa (født 8. september 1994) er en japansk fodboldspiller, som spiller for den japanske fodboldklub Vissel Kobe.